# アダナ県
アダナ県（アダナけん、トルコ語: Adana ili）は、
トルコ南部の県。地中海地方に属する。
西にメルスィン、北西にニーデ、北にカイセリ、北東にカフラマンマラシュ、東にオスマニエとハタイと接している。また南方は地中海海岸である。アダナ大都市自治体とは同一の範囲である。

## 下位行政区
- アラダー（Aladağ）
- ジェイハン（Ceyhan）
- チュクロヴァ（Çukurova）
- フェケ（Feke）
- イマモール（İmamoğlu）
- カライサル（Karaisalı）
- カラタシュ（Karataş）
- コザン（Kozan）
- ポザントゥ（Pozantı）
- サイムベイリ（Saimbeyli）
- サルチャム（Sarıçam）
- セイハン（Seyhan）
- トゥファンベイリ（Tufanbeyli）
- ユムルタルク（Yumurtalık）
- ユレイル（Yüreğir）